# San Pedro Sochiapam
San Pedro Sochiapam là một đô thị thuộc bang Oaxaca, México. Năm 2005, dân số của đô thị này là 4603 người.